# セルビア鉄道

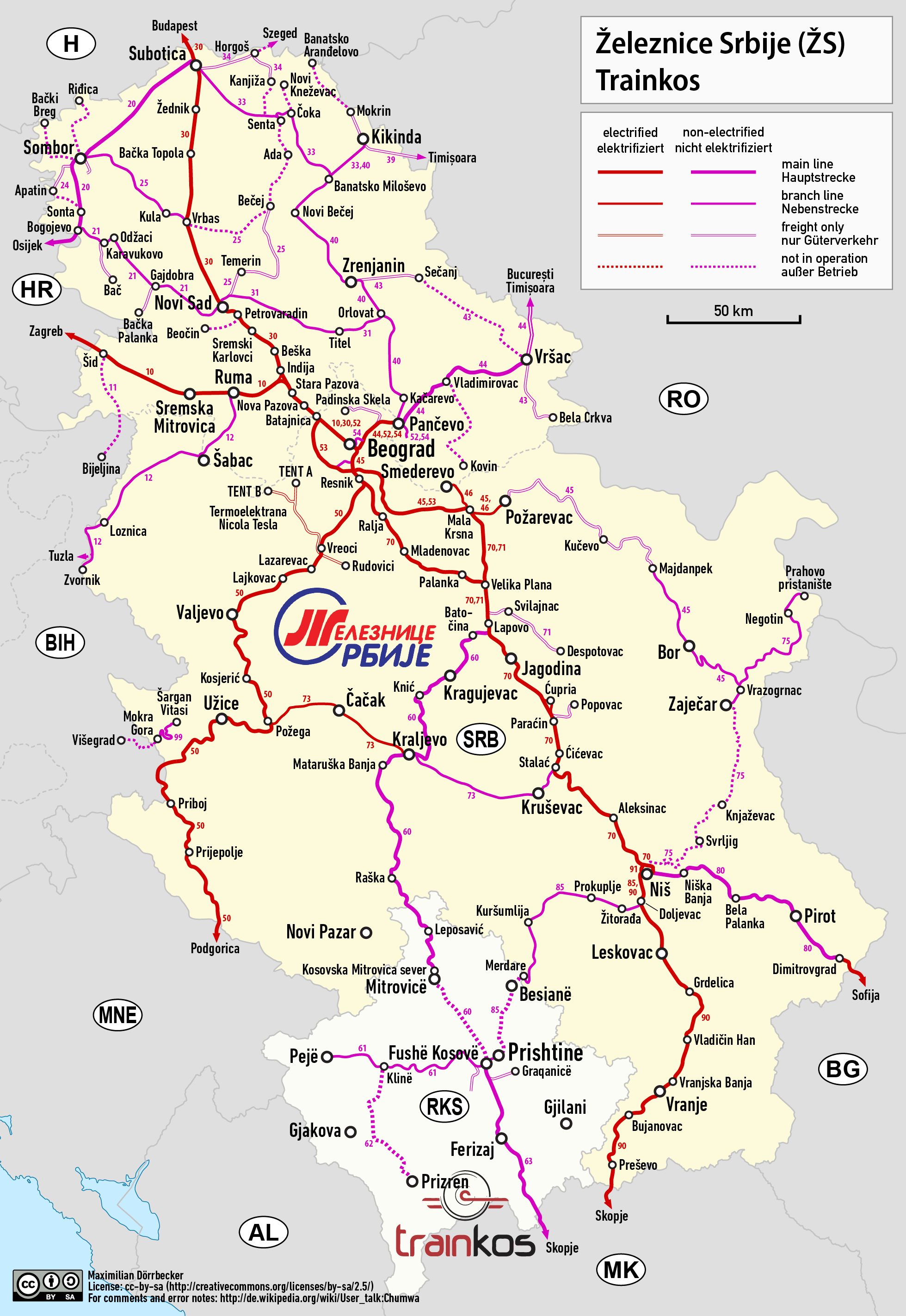

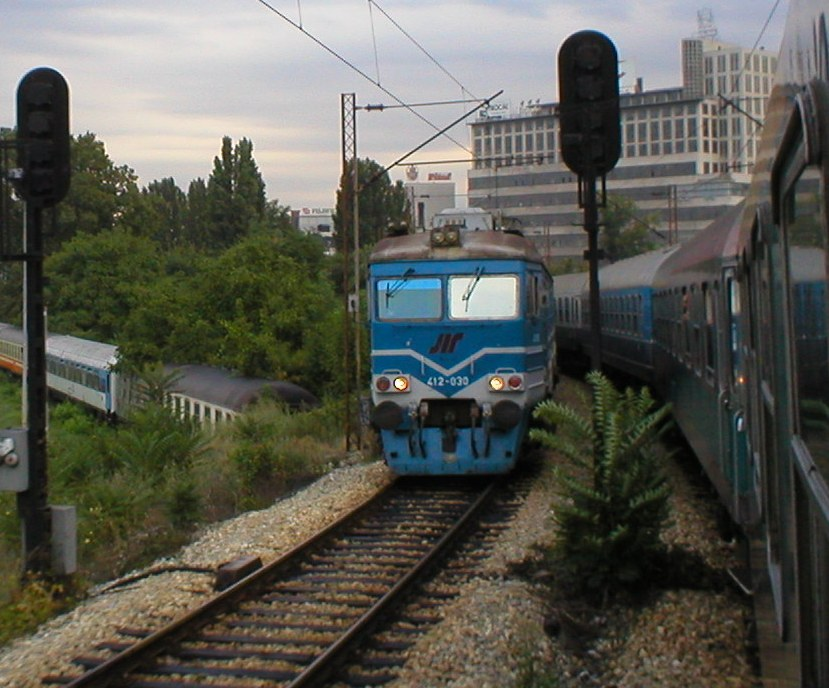
セルビア鉄道の412系電車（ベオグラード付近）

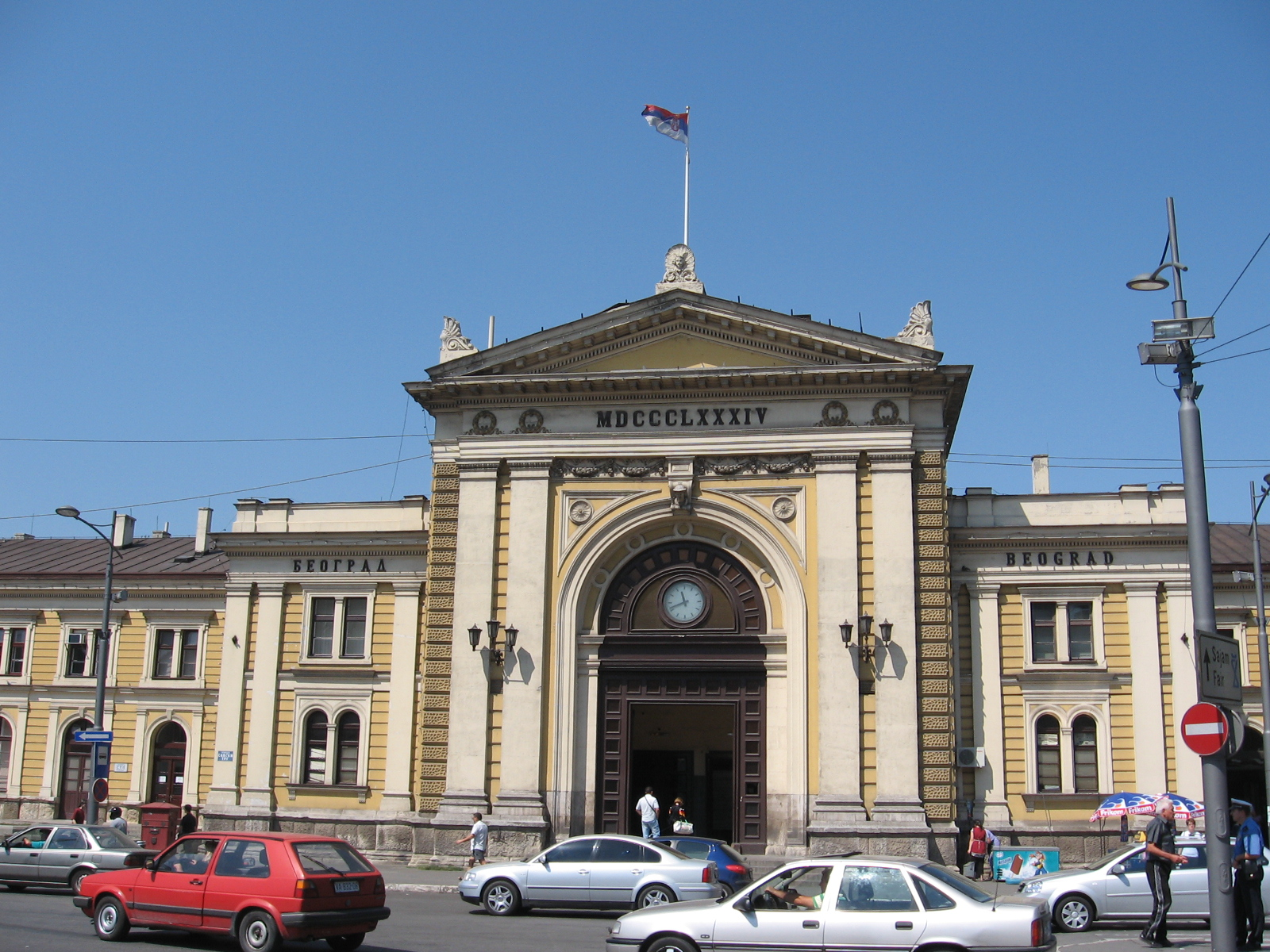
ベオグラード駅

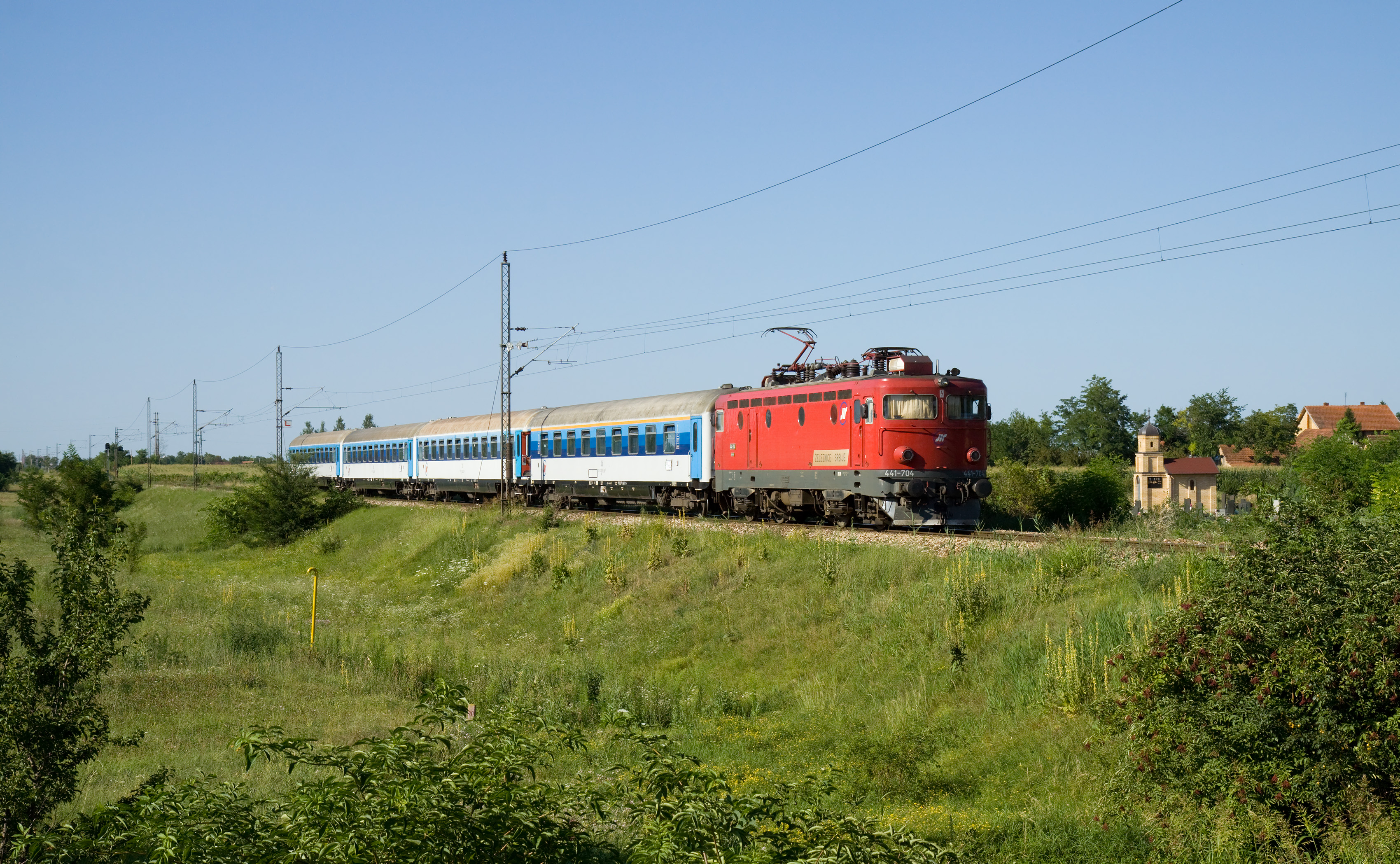
441系電気機関車牽引の旅客列車（Novi Zednik付近）

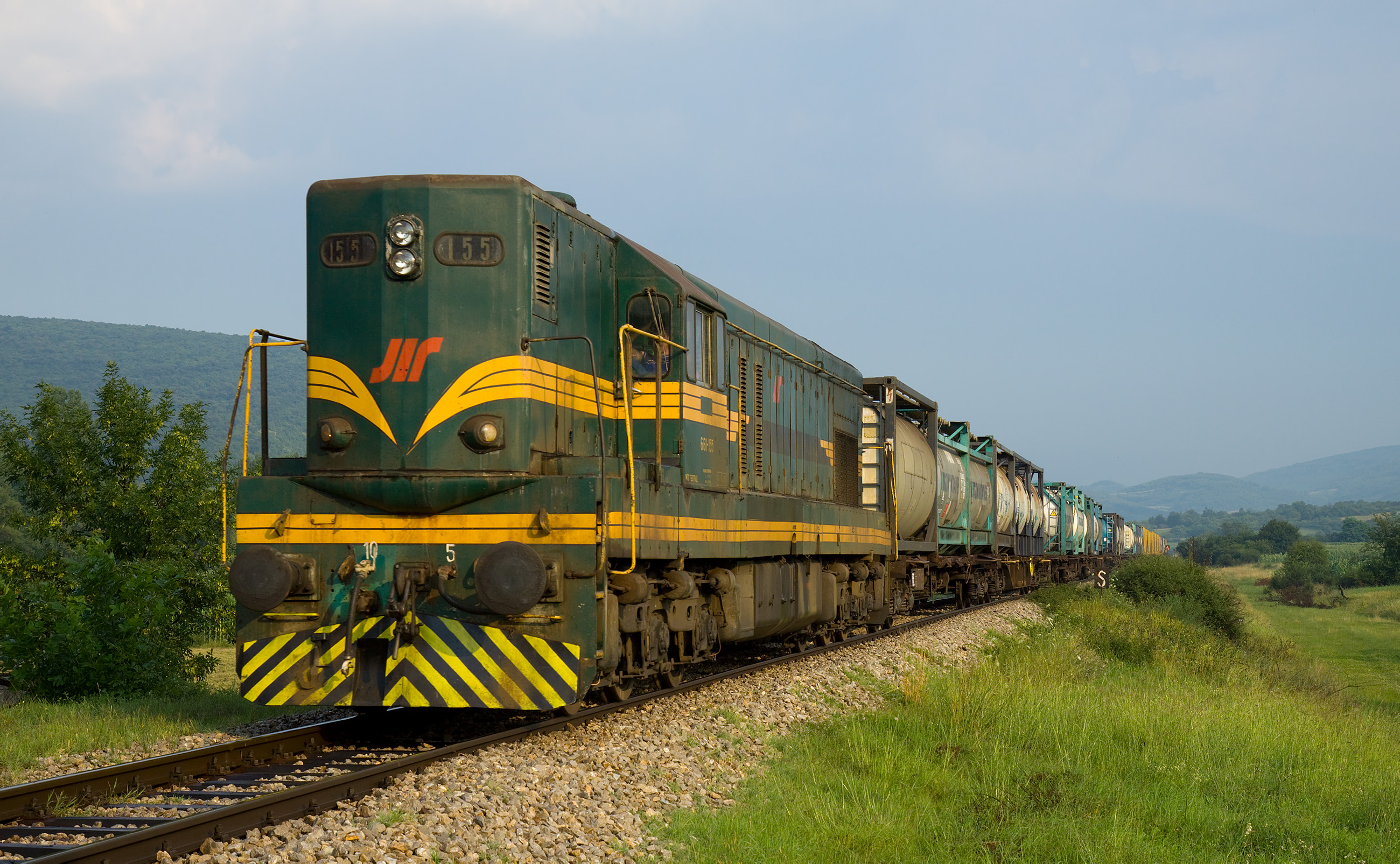
661系ディーゼル機関車牽引の貨物列車（ディミトロヴグラード - ピロト間）

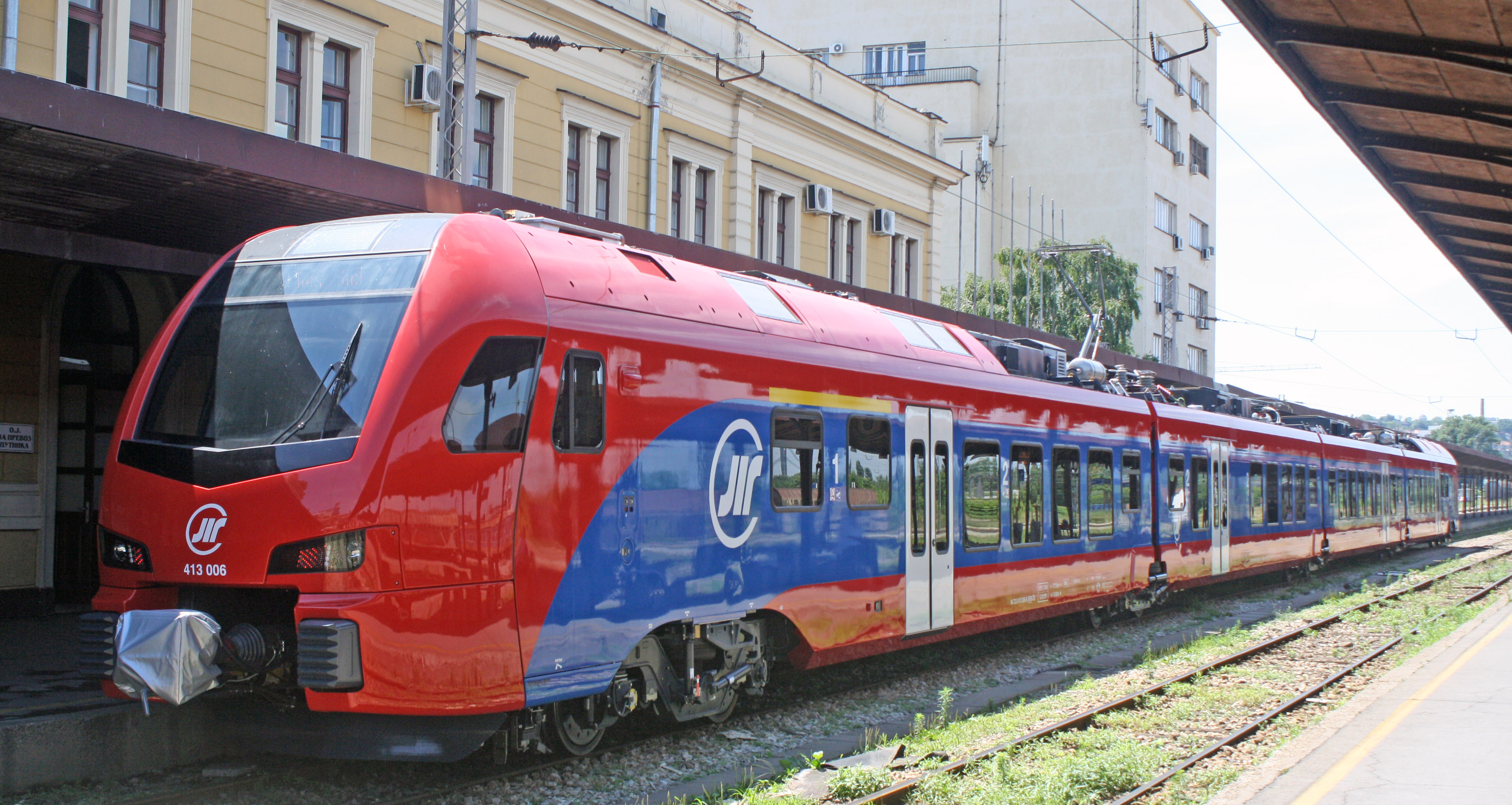
413系電車として導入されたFLIRT3（ベオグラード駅）

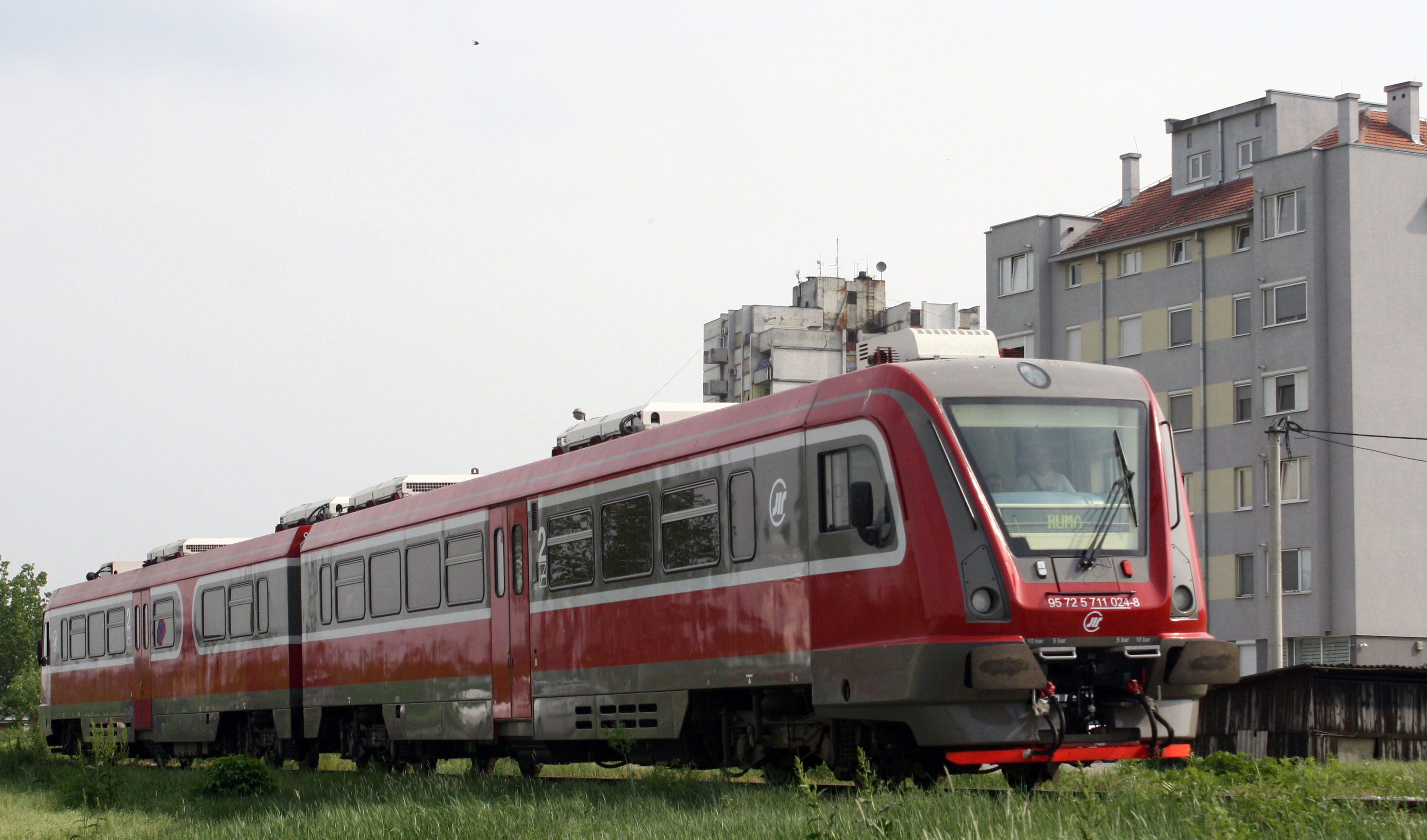
711系気動車

セルビア鉄道（セルビアてつどう、セルビア語: Железнице Србије / Železnice Srbije）は、セルビアの鉄道会社で、セルビアでは唯一の鉄道事業者である。現在の営業距離は4,347kmでそのうち32%は電化されている。

## 歴史
セルビアで初の馬車鉄道は1854年8月20日に開通したオラヴィツァ・バジアシュ鉄道であり、当時オーストリア＝ハンガリー帝国支配下のバナト地方、ヴルシャツ（Vršac）近くの、オラヴィツァ（Oraviţa / Oravica） - ヤセノヴォ（Jasenovo） - ベラ・ツルクヴァ（Bela Crkva） - バジヤシュ（Baziaş / Bazijaš）間で、帝立王立オーストリア国鉄（Imperial Royal Austrian State Railways）によって事業が始まった（オラヴィツァとバジヤシュは現在はルーマニア領である）。蒸気機関による最初の運行は1856年から行われた。
セルビア鉄道は1881年のミラン1世の布告によるセルビア国有鉄道成立にさかのぼる。初の王室列車が運行されたのは1884年8月23日でベオグラードからニシュへ向かうもので、この年公式にセルビア鉄道が発足した年と考えられる。セルビア鉄道にとって初の電化は1970年でベオグラード・シド（Šid）間であった。1920年代からユーゴスラビア消滅までの期間はユーゴスラビア鉄道のもとで鉄道は運営されていた。連邦崩壊後はNATO軍の空爆や国連制裁などで鉄道の衰退が進むが、その後は改良工事も行われ徐々に回復基調にある。列車内での供食サービスなどの部門はKSR（Kola za Spavanje i Ručavanje）が担っている。
2010年以降、ニシュ - ディミトロヴグラード間（チェコ輸出銀行融資による）、マーラクルスナ - ヴェリカプラナ間（ロシア政府融資による）などを含む延長112kmの区間で、最高速度の120km/hへの向上、非電化区間の電化などの近代化工事を推進している。近代化区間は、汎ヨーロッパ回廊の第10回廊を構成する。
国営企業であったが、2011年5月に民営化され、全額政府出資の株式会社である持株会社が4つの事業子会社（インフラ・資産管理・旅客輸送・貨物輸送）を統括する体制に移行した。

## 輸送
セルビア鉄道は観光用の鉄道や国内輸送から国際輸送まで幅広い分野を担っている。国際列車はセルビアから南方向へベオグラード＝バール鉄道を経由しモンテネグロへ向かう系統と、他のヨーロッパの都市であるヴェネツィア、ミュンヘン、テッサロニキ、ブダペスト、キエフ、モスクワなどへ向かうものに分かれる。
また、ベオグラード首都圏では、コミュータ鉄道網「ベオヴォズ（Beovoz）」を運行している。都市鉄道「BG Voz」の運行も担当する。

## 車両
電気機関車
- スウェーデン・ASEA社のライセンスを得て、Mašinska Industrija Niš (MIN)社及びKONČARグループの協業により1969年から製作された441系・444系電気機関車が主力である（444系は441系の更新機）。同じくASEA社のライセンスに基づきルーマニアのElectroputere社で製作された461系電気機関車も使用されているが、定格速度の関係でおもに貨物用とされている。

ディーゼル機関車
- GM製の645系・661系・664系・666系、MIN社製の741系・742系・734系、Macosa社製の644系、Đuro Đaković Company社製の662系・643系・642系ディーゼル機関車が使用されている。

電車
- リガ車両製作工場製の412系電車が主力である。
- 2013年には、老朽・陳腐化した在来車両に代わる新型車両として、スイス製のFLIRT3の導入契約が締結された。413系として2014年-2015年中の納入が予定されており、最初の編成は2014年9月に到着した。

気動車
- ローカル線向けとして、710系・712系・812系等のディーゼルカーが使用されている。
- 2012年には、最高速度120km/hの運転性能を持つロシア・Metrovagonmash社製の711系が導入され、ベオグラード - ヴルシャツ（Vršac）間で運行を開始した。